# Calliopsis andreniformis
Calliopsis andreniformis är en biart som beskrevs av Smith 1853. Calliopsis andreniformis ingår i släktet Calliopsis och familjen grävbin. Inga underarter finns listade.

## Bildgalleri

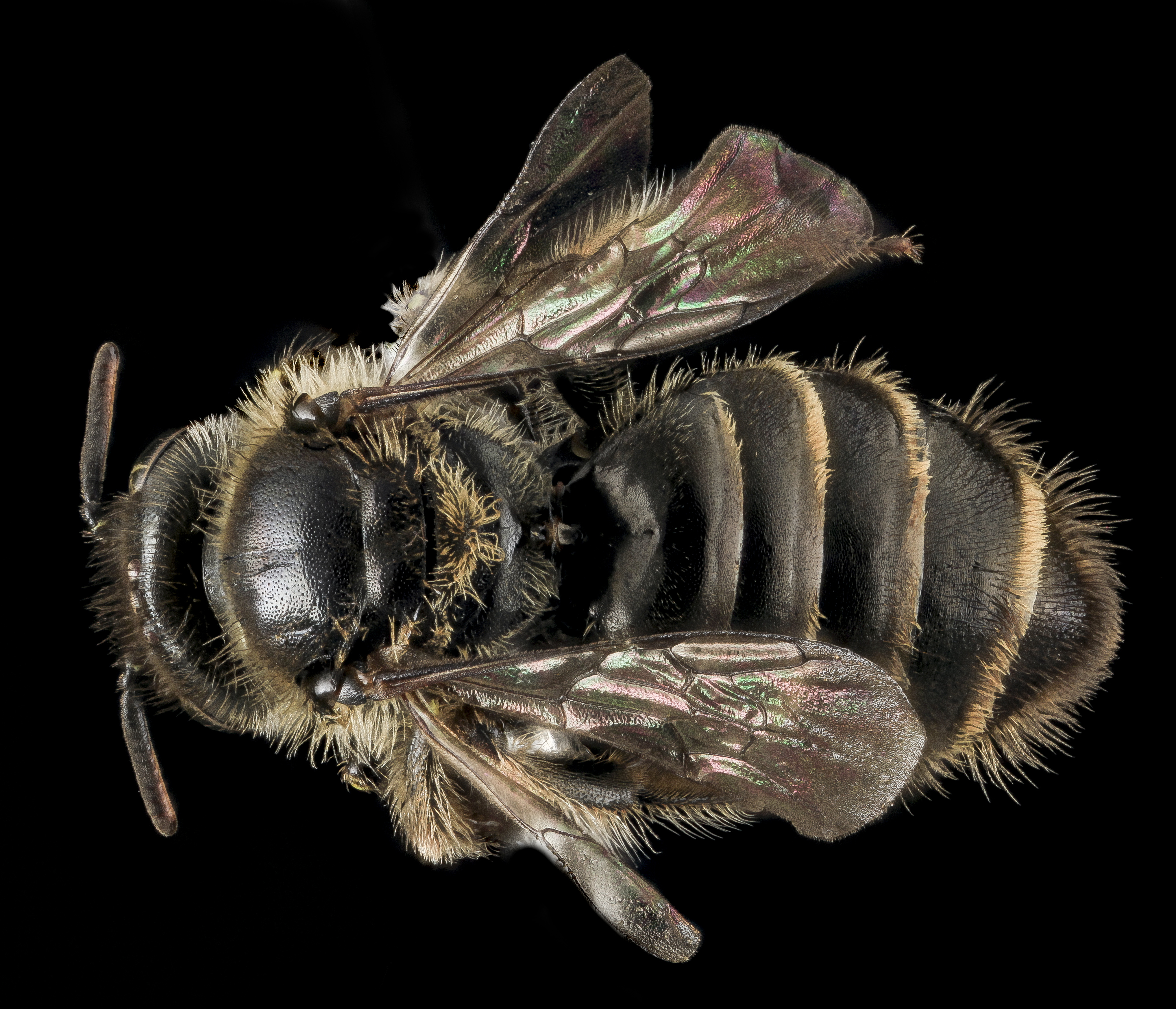
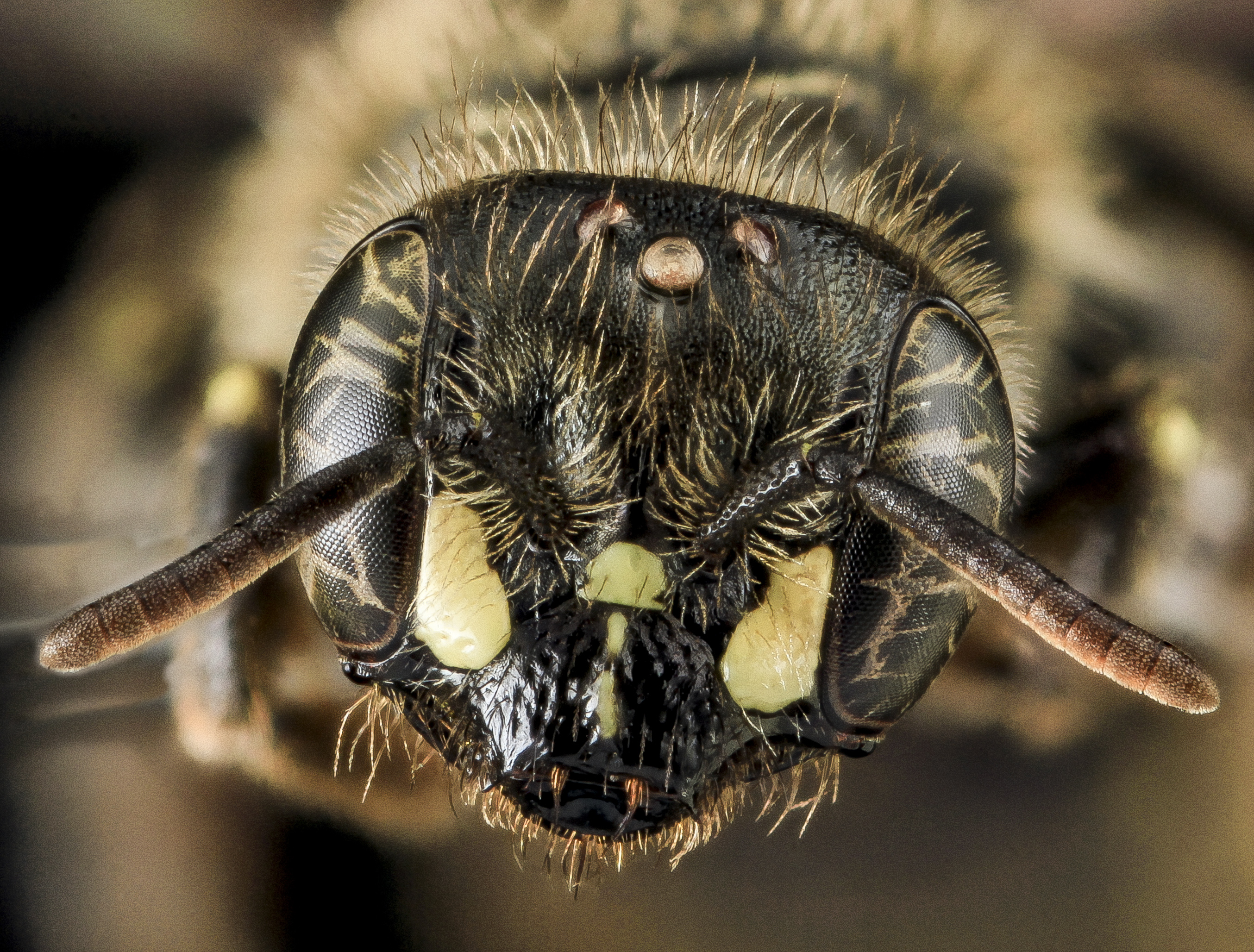
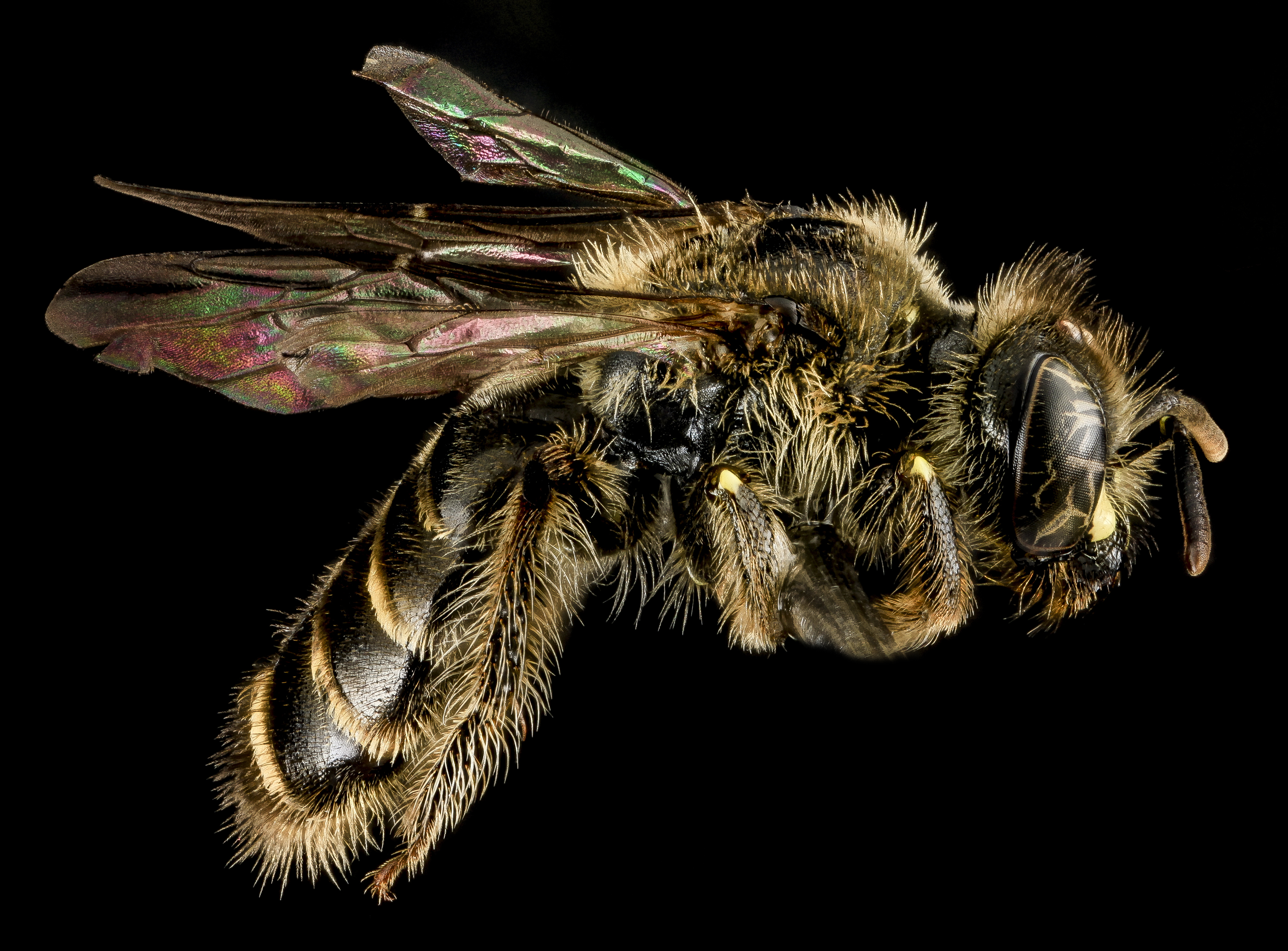